# Hornsjön, Västergötland
Hornsjön är en sjö i Habo kommun i Västergötland och ingår i Motala ströms huvudavrinningsområde. Sjön har en area på 0,36 kvadratkilometer och ligger 229 meter över havet. Sjön avvattnas av vattendraget Hornån. Vid provfiske har abborre, gädda och mört fångats i sjön.

## Delavrinningsområde
Hornsjön ingår i det delavrinningsområde (642861-139819) som SMHI kallar för Mynnar i Vättern. Avrinningsområdets medelhöjd är 263 meter över havet och ytan är 29,7 kvadratkilometer. Det finns inga delavrinningsområden uppströms utan avrinningsområdet är högsta punkten. Hornån som avvattnar avrinningsområdet har biflödesordning 2, vilket innebär att vattnet flödar genom totalt 2 vattendrag innan det når havet efter 202 kilometer. Delavrinningsområdet består mestadels av skog (77 procent). Avrinningsområdet har 0,36 kvadratkilometer vattenytor vilket ger det en sjöprocent på 1,2 procent.